# 리간 번스

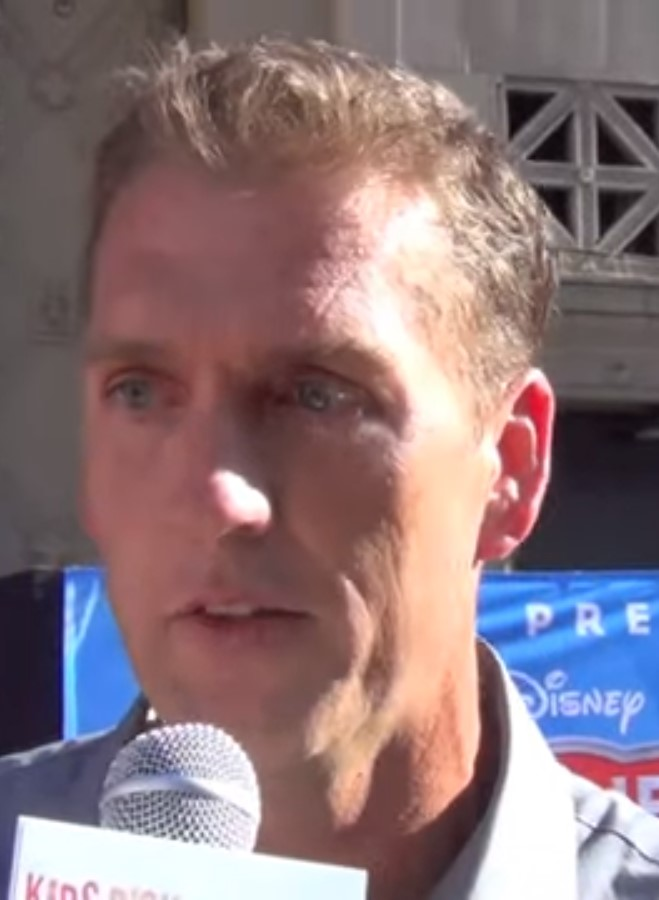

리건 번스(Regan Burns, 1968년 6월 14일 ~ )는 미국의 배우이다.
포트 베닝에서 태어났다.

## 출연 작품

### 영화
- 더 서틴스 이어 (1999, The Thirteenth Year)
- 이건 아니지 (2012, Wrong) - 마이크 역

### 텔레비전
- Once and Again (2001-02)
- 유쾌한 서니 (2010)